# Філіпович Марія Костянтинівна
Марі́я Костянти́нівна Філіпо́вич, біл. Марыя Канстанцінаўна Філіповіч (1 січня 1947, село Сметанка, Оршанський район, Вітебська область — 1 лютого 2003) — білоруська письменниця.

## Біографія
Народилася в селянській сім'ї. В Сметанці закінчила 7 класів, навчалася в Дуровінській вечірній СШ № 1 (закінчила в 1964 році). Навчалася в Могильовському медичному училищі (1965—1968). Отримана спеціальність її не задовольняла. Її цікавила література, мала потяг до письма. Заочно навчалася в Літературному інституті в Москві (1974–1980). Працювала фельдшером у Вітебській, а потім у Мінській області (1968–1982). Деякий час працювала вихователькою у Мінському технічному училищі № 11 (1982—1983), бібліотекарем в Орші (1983–1984). З 1984 по 1985 співробітниця редакції малотиражної газети «Трибуна новатора» (Орша). У 1985–1990 на творчій роботі. З 1991 спецкореспондент газети «Набат», з 1992 — газети «Республіка».

## Творчість
Літературний шлях почався у 1974 з написання чотирьох оповідань на творчий конкурс при вступі в Літературний інститут. Перші публікації в республіканському друці з'явилися в 1978 році (оповідання «Зустріч» у «Немані» і «Дванадцять місяців» перед Новим роком у «Берізці»). В її творах відчувається добре знання щоденного життя.